# Київський клуб російських націоналістів

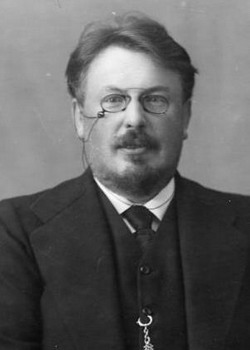
Анатолій Савенко — очільник Клубу в 1912—1918

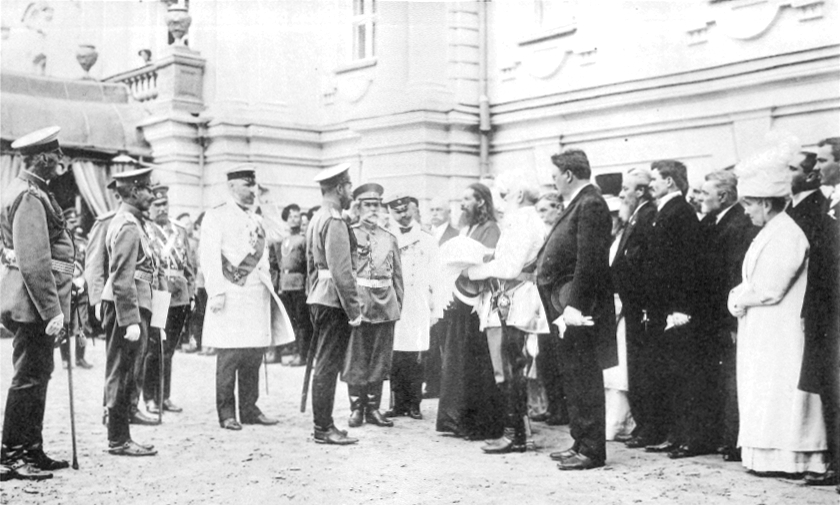
1911. Очільник клубу Савенко вітає імператора Миколу II у складі депутації від правих організацій Києва

Київський клуб російських націоналістів — антиукраїнська організація, яка діяла у Києві протягом 1908—1917 років.
Належала до «Російського національного союзу», займала більш помірковану позицію ніж «Союз Російського народу» та його підрозділи. Її члени вважали українську мову жаргоном, а українську історію вигадкою, піддавали нападкам постаті Михайла Грушевського, Івана Мазепи, притому що значна частина з них була етнічними українцями. Підтримувала ідею «єдиної неподільної Росії». До клубу належало багато представників київської інтелігенції, у тому числі викладачів київського університету.
Серед відомих членів клубу — історики Андрій Стороженко, Юліан Кулаковський, геолог Петро Армашевський, Матченко Іван Павлович, економіст Дмитрій Пихно, інженер Всеволод Демченко, психолог Іван Сікорський, журналіст Ілля Рева, київський благодійник і громадський діяч Олександр Терещенко. 
Після Лютневої революції клуб заборонений та розпався, у 1919 понад 50 його учасників розстріляли під час червоного терору.
Правління — Василій Чернов (1908—1917), Анатолій Савенко (1912—1917).